# Taoura
Taoura (em árabe: تاورة) é uma comuna localizada na província de Souk Ahras, Argélia. De acordo com o censo de 2008, a população total da cidade era de 18 933 habitantes.